# Museo Champollion

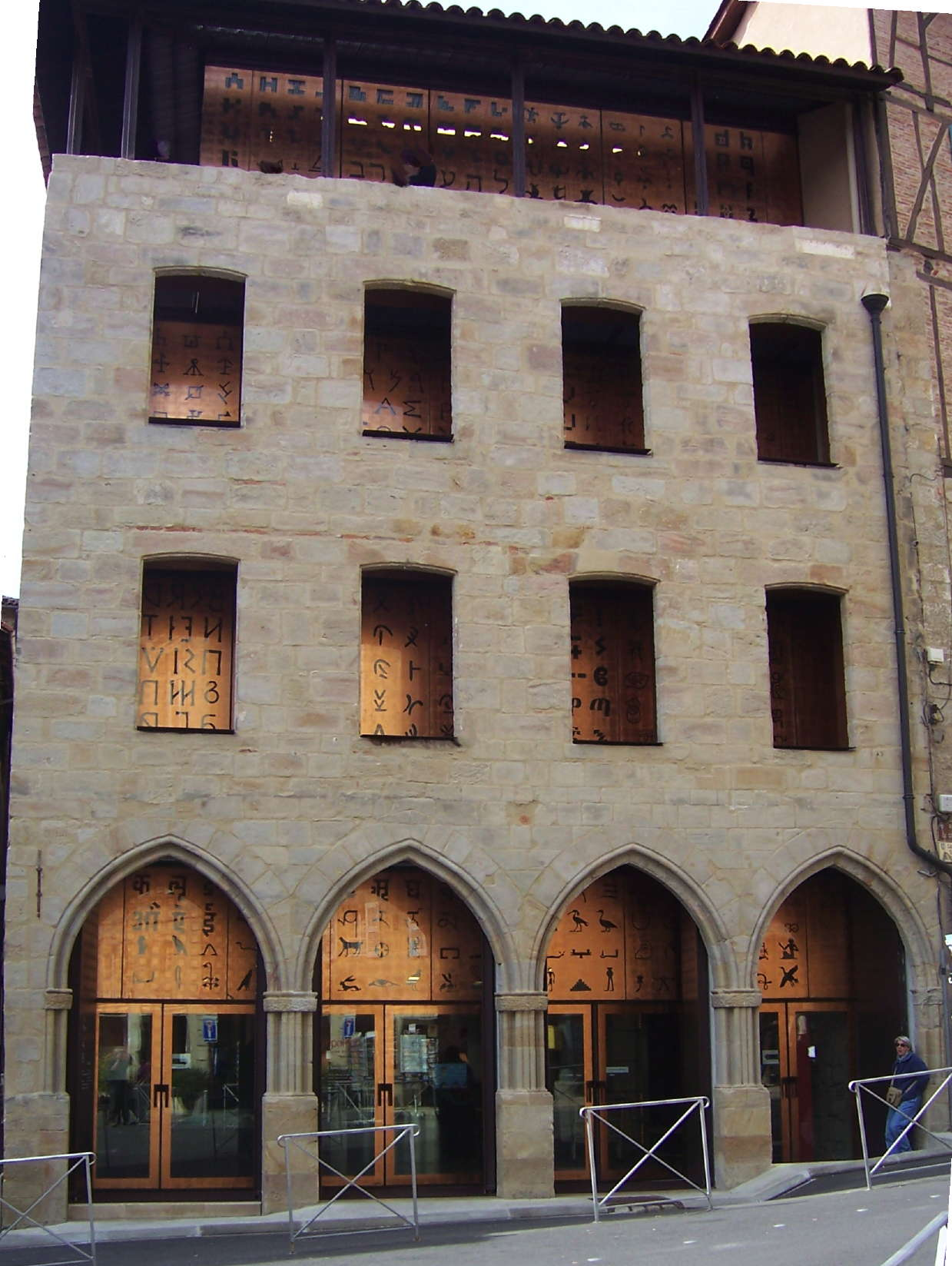
Museo Champollilon

Il Museo Champollion delle Scritture del Mondo si trova a Figeac, Lot, regione Occitania (Francia). Ospita una collezione dedicata all'egittologo Jean-François Champollion, nato a Figeac nel 1790.

## Storia
Il museo è stato inaugurato il 19 dicembre 1986 alla presenza del presidente François Mitterrand e di Jean Leclant, (secrétaire perpétuel dell'Académie des Inscriptions et Belles-Lettres), e ha sede nella casa natale di Champollion..  Nel 2007 è stato ingrandito e rinnovato, cambiando nome in Museo delle scritture, per ospitare oltre ad un approfondito omaggio alle scoperte di Champollion e agli studi che gli hanno permesso di decifrare i geroglifici dalla Stele di Rosetta, anche un ampio escursus storico che ricostruisce la nascita nella storia delle diverse forme di scrittura nelle differenti culture.

## Descrizione
Il museo si articola su 4 piani in 8 sale. Raccoglie oltre 600 oggetti e documenti sulla scrittura risalenti da 5.200 anni fa provenienti da Messico Cina Mesopotamia, con oggetti scritti con lo scalpello, il pennino o l a penna che raccontano come l'uomo ha adattato e fatto viaggiare la sua scrittura.  Nel museo sono presenti anche postazioni digitali interattive in cui ascoltare,ad esempio, un testo in assiro, riprodurre un ideogramma cinese, decifrare i disegni di un antico vaso Maya

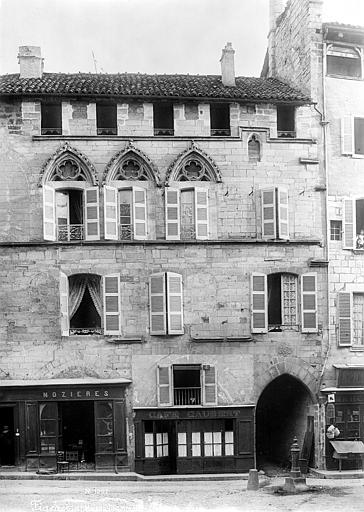
facciata originaria dell'edificio

Caratteristica particolare del museo è la doppia facciata composta dalla prima facciata dell'edificio originale medievale ed una seconda facciata in vetro e rame con impressi caratteri di varie epoche e lingue.
Fa parte del complesso museale anche la bellissima Piazza delle Scritture (Place des écritures) in cui è stata realizzata una riproduzione della Stele di Rosetta (parte della collezione del British Museum), realizzata da Joseph Kosuth ingrandendo di 10 volte il reperto originario e ricreando esattamente le tre scritture incise sulla stele (geroglifico, demotico e greco antico). 
Nel giardino che circonda la piazza delle Scritture, così come nel resto di Figeac, sono presenti piante di papiro, tamerici, palme, a ricreare piccoli scorci di paesaggio medio orientale.